# Fèlix o Llibre de meravelles

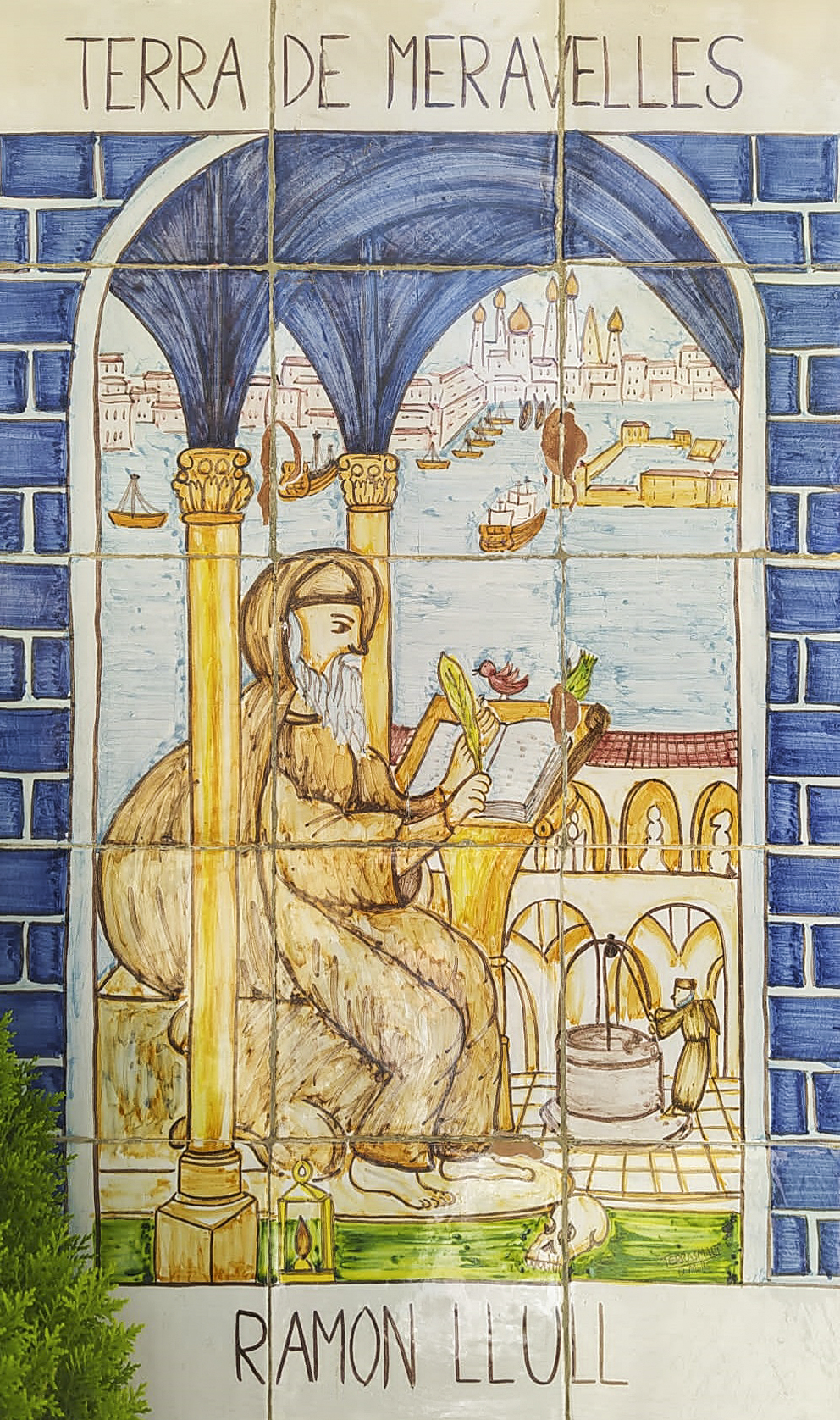
Terra de Meravelles

Llibre de meravelles és un llibre de l'autor mallorquí en llengua catalana Ramon Llull, escrit a París entre 1287 i el 1289. És una obra doctrinal que combina la narració i el diàleg entre mestre i deixeble, com era freqüent en la didàctica de l'edat mitjana, arrelada en models neoplatònics de discurs.
Al llarg dels deu apartats de l'obra, el protagonista, Fèlix, que és presentat simbòlicament com si fos el fill de Llull, viatja pel món descobrint la distància entre l'ordre diví de la creació i l'actitud que en realitat tenen els humans. Alhora, però, coneix ermitans i filòsofs que el fan entrar en contacte amb totes les branques del saber del segle xiii, des de Déu i l'Infern fins a la natura, tot descrivint la cosmovisió de Ramon Llull. Alhora que d'altres exploren la filosofia natural, la moral destinada a la cort i l'especificitat de la persona com ser que participa tant de la matèria com de l'esperit.
De les parts en les quals se'n divideix, la més coneguda es coneix amb el nom de Llibre de les bèsties. Llull hi empra el seu mètode habitual d'instruir amb exemples i semblances, en lloc de conduir el saber enciclopèdic de l'època envers uns objectius determinats i sistemàtics. Estava dirigida a un públic no acadèmic, motiu pel qual està escrit en llengua vulgar i no en la llengua culta del moment, el llatí. A la seva època el text també circulava en occità, francès, castellà i italià.

## Motiu
Ramon Llull es trobava a París, entristit i descoratjat per tan poc com la gent coneixia i estimava Déu, tal com ens diu ell mateix en les primeres pàgines del llibre:
En trísticia e en languiment estava un home en estranya terra. Fortament meravellava de les gents d'aquest món, com tan poc coneixien e amaven Déu, que aquest món ha creat e donat als hòmens en gran noblea e bonea, per tal que per ells fos molt amat e conegut. Aquest home plorava e planyia com Déus en est món ha tan pocs amadors e servidors e loadors. E per ço que sia conegut, amat e servit, fa aquest Libre de meravelles, lo qual se departeix en deu parts, ço és a saber: Déu, Àngels, Cel, Elements, Plantes, Metalls, Bèsties, Home, Paradís, Infern.
L'obra serà una mena d'enciclopèdia, de gran abast i amb una clara intenció doctrinal. Ramon Llull, però, per fer-la més atractiva per al públic l'embolcallarà amb una trama narrativa basada en el pelegrinatge espiritual i científic d'un jove, Fèlix, que és presentat com el fill del mateix autor. Fèlix errarà pel món admirant l'obra de Déu i sorprenent-se del pecat i de la ingratitud de la gent.

## Argument
El llibre està dividit en deu parts. El primer llibre o part, s'obre amb una pastorel·la d'estil diví. Fèlix inicia el seu itinerari trobant-se en el seu camí amb una pastora amb la qual té una breu conversa; després, quan ja s'allunya de l'indret sent els crits de la pastora. Fèlix corre cap a l'indret just a temps per veure com el llop, que s'ha menjat els seus anyells, se la menja a ella. A partir d'aquest moment comença a dubtar de l'existència de Déu; si Déu existís no hauria deixat que el llop s'hagués menjat la pobra pastora. Fèlix s'ha vist assaltat per la més greu de les temptacions. Un ermità li resoldrà tots els dubtes i Fèlix continuarà el seu camí amb les creences refermades.
El segon llibre és el dels àngels. Fèlix arriba a una església i hi veu una imatge pintada de sant Miquel pesant les ànimes amb unes balances. Fèlix pregunta a l'ermità pel significat de la imatge i mitjançant aquesta anècdota s'aprofita per parlar dels àngels i les seves qualitats. El tercer llibre comença quan Fèlix va pel bosc i el sorprèn una tempesta. Es refugia en una cova i allà es troba amb un pastor que l'il·lustrarà, a base d'exemples, sobre el cel i el firmament.
A la quarta part Fèlix i el pastor troben un rei i els seus dos fills, al més gran dels quals feia aprendre filosofia i al petit cavalleria. En aquest cas Fèlix aprendrà que en la vida és més important la saviesa i la veritat que les armes i la força. El cinquè llibre s'estructura per una conversa amb un gran mestre de filosofia, el qual ha abandonat riqueses i honors i s'ha reclòs en la solitud per tal d'estudiar les plantes i per mitjà d'això contemplar el seu Creador. El filòsof il·lustra Fèlix sobre la generació de les plantes, la corrupció dels arbres i la virtut dels vegetals.
En el sisè llibre el mateix filòsof li parla dels metalls: hi apareix la disputa entre el ferro i l'argent, de l'imant i li dona unes nocions d'alquímia. En la part setena no ens parla dels animals, com caldria esperar, sinó que aprofita per fer un apòleg polític i sociològic, el qual no parla de les condicions dels animals sinó de les dels humans. La història comença quan en un pla els animals es reuneixen per triar rei: mitjançant els personatges de Na Renard (la guineu), el Lleó, el Cavall, l'Ors (l'os), el Lleopard i els altres animals que protagonitzen la faula, Llull ens parla del poder i de la seva corrupció, de la gran responsabilitat que tenen els dirigents de la societat en tot el que afecta els seus súbdits i de la necessitat de no anteposar la mateixa ambició per sobre dels altres.
La part vuitena del Llibre de meravelles és dedicada a l'ésser humà. És la part més extensa del llibre i s'hi reflexiona sobre diversos aspectes de l'ésser com la covardia, l'honra, la caritat, la crueltat... A la novena i desena part Llull ens parla del Paradís i de l'Infern, respectivament. El Paradís és on va l'ànima quan el cos mor. Déu va crear el cos per poder conèixer el món físic que havia creat; l'ànima, però, és immortal i espera la resurrecció.
Un cop acabada l'obra hi trobem un epíleg en què Fèlix, continuant el seu pelegrinatge, arriba a una abadia on és amablement acollit per l'abat i els monjos, als quals explica els seus instructius viatges i les meravelles que hi ha vist i ha après. Acabat el relat, l'abat i tota la comunitat li preguen que es faci monjo d'aquella comunitat; l'abat li proposa de prendre l'hàbit i que, vestint-lo, vagi pertot arreu explicant el Llibre de meravelles. Quan està tot a punt, però, Fèlix pateix una malaltia mortal. Abans de morir s'encomana a Déu i li prega que li atorgui que un altre dugui el seu propòsit. Un cop mort, un monjo d'aquella abadia pren el càrrec de la missió i parteix a recórrer món explicant el Llibre de meravelles.

## Els deu llibres
1. Sobre Déu
2. Sobre els àngels
3. Sobre el cel
4. Sobre els elements
5. Sobre les plantes
6. Sobre els metalls o minerals i l'alquímia
7. Sobre els animals/besties
8. Sobre l'ésser humà en tots els seus aspectes
9. Sobre el Paradís
10. Sobre l'Infern[3]